# Polygnotos (Vasenmaler)

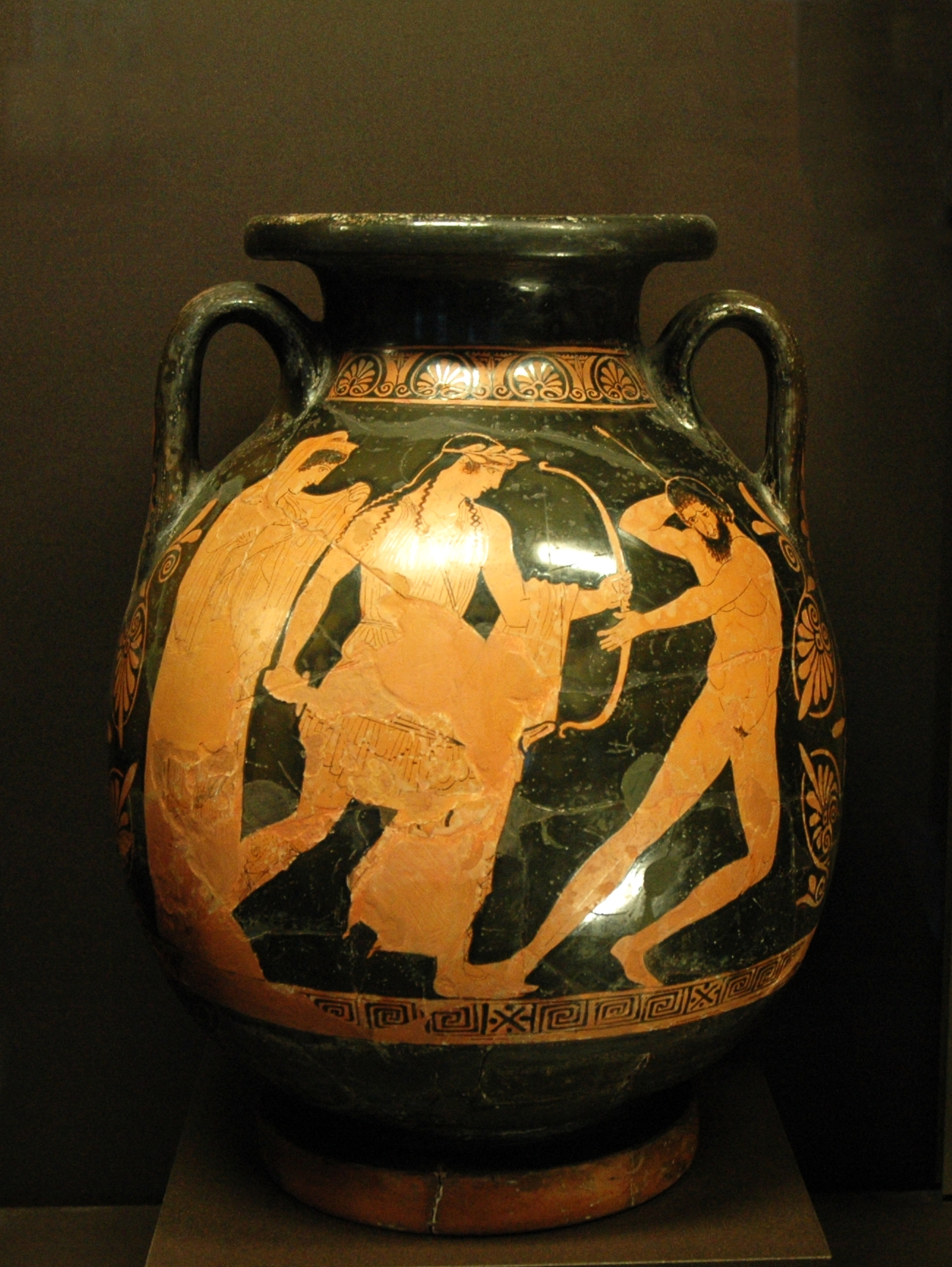
Paris, Louvre G 375: Pelike des Polygnotos: Apollon und Tityus

Polygnotos (griechisch Πολύγνωτος Polýgnōtos) war ein griechischer Vasenmaler, der ca. 450–420 v. Chr. in Athen tätig war. Er gilt als einer der bedeutendsten Vasenmaler des rotfigurigen Stils der hochklassischen Periode. Seine Ausbildung erhielt Polygnotos in der Werkstatt des Niobiden-Malers. Er orientierte sich an der Monumentalmalerei, wie etwa der des Polygnotos von Thasos, nach dem er sich wahrscheinlich benannte. Polygnotos bemalte große Gefäße wie Stamnoi, Kratere, Hydrien und Halsamphoren, daneben auch Nolanische Amphoren und Peliken.
Neben diesem berühmten Vasenmaler sind noch zwei weitere Vasenmaler mit dem Namen Polygnotos bekannt. Sie werden in der wissenschaftlichen Literatur jedoch mit den Notnamen Lewis-Maler und Nausikaa-Maler bezeichnet.